# Amphoe Mae Wong

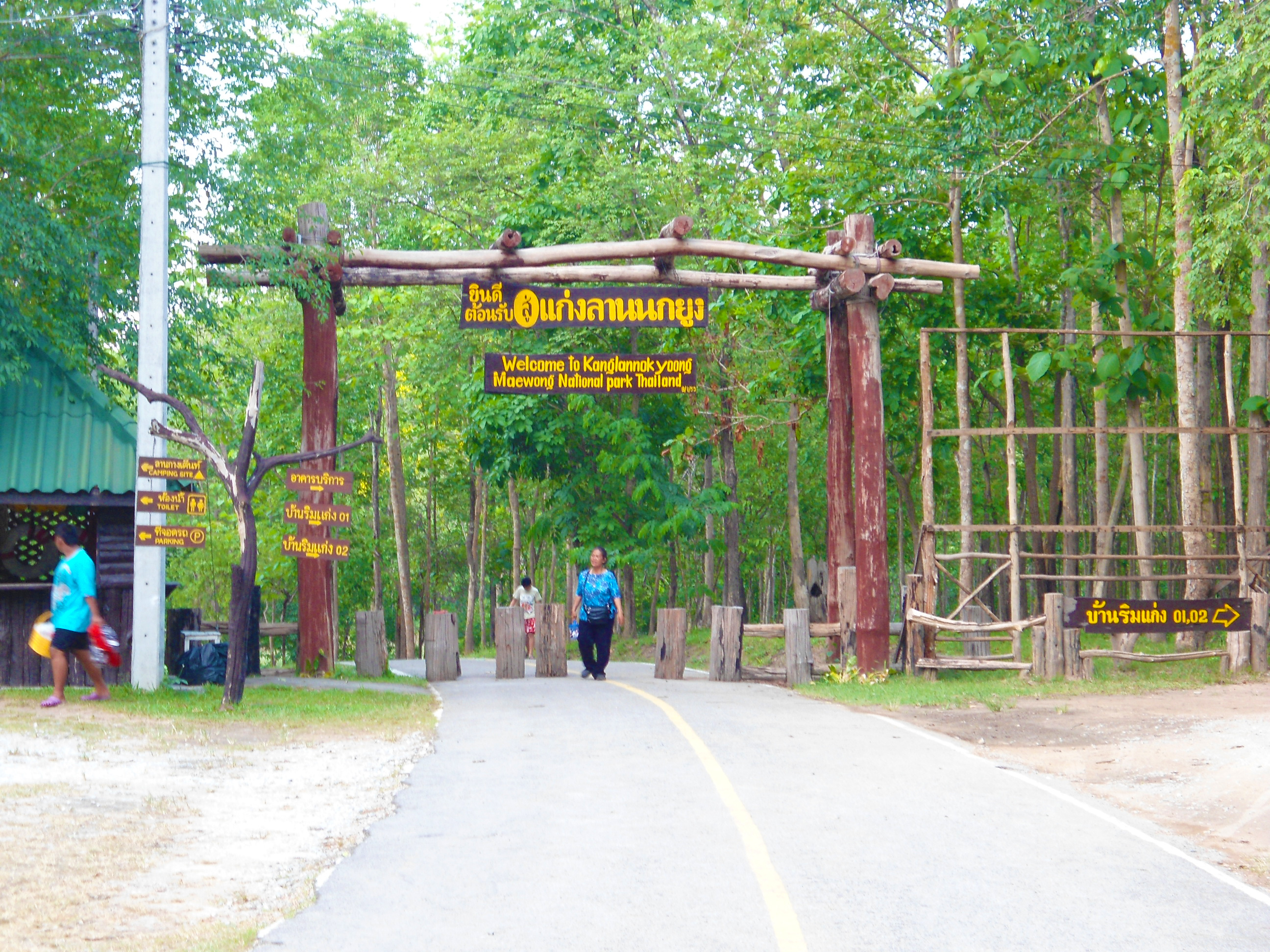
Eingang zum Mae-Wong-Nationalpark

Mae Wong (Thai: อำเภอ แม่วงก์) ist ein Landkreis (Amphoe – Verwaltungs-Distrikt) im westlichen Teil der Provinz Nakhon Sawan. Die Provinz Nakhon Sawan liegt im südlichen Teil der Nordregion von Thailand.

## Geographie
Benachbarte Distrikte (von Norden im Uhrzeigersinn): die Amphoe Pang Sila Thong und Khanu Woralaksaburi der Provinz Kamphaeng Phet, die Amphoe Lat Yao, Chum Ta Bong und Mae Poen der Provinz Nakhon Sawan sowie Amphoe Umphang der Provinz Tak.
Mae Wong ist auch der Name eines Flusses im Nationalpark Mae Wong.

## Geschichte
Der Landkreis wurde am 1. April 1992 zunächst als „Zweigkreis“ (King Amphoe) eingerichtet, indem die sechs Tambon Mae Wong, Mae Le, Wang San, Khao Chon Kan, Pang Sawan und Huai Nam Hom vom Landkreis Lat Yao abgetrennt wurden.
Am 1. Dezember 1994 wurde Huai Nam Hom wieder zurück Lat Yai zugeordnet.
Am 11. Oktober 1997 bekam der Landkreis Mae Wong seinen vollen Amphoe-Status.

## Verwaltung

### Provinzverwaltung
Der Landkreis Mae Wong ist in vier Tambon („Unterbezirke“ oder „Gemeinden“) eingeteilt, die sich weiter in 66 Muban („Dörfer“) unterteilen.
| Nr. | Name          | Thai    | Muban | Einw.  |
| --- | ------------- | ------- | ----- | ------ |
| 01. | Mae Wong      | แม่วงก์   | 09    | 09.745 |
| 03. | Mae Le        | แม่เล่ย์   | 26    | 19.119 |
| 04. | Wang San      | วังซ่าน   | 14    | 11.652 |
| 05. | Khao Chon Kan | เขาชนกัน | 17    | 12.680 |

Der fehlende Nummer (Geocode) 2 gehörte zu Huai Nam Hom, der wieder dem Amphoe Lat Yao zugeordnet wurde.

### Lokalverwaltung
Im Landkreis gibt es vier „Tambon-Verwaltungsorganisationen“ (องค์การบริหารส่วนตำบล – Tambon Administrative Organizations, TAO)
- Mae Wong (Thai: องค์การบริหารส่วนตำบลแม่วงก์) bestehend aus dem kompletten Tambon Mae Wong.
- Mae Le (Thai: องค์การบริหารส่วนตำบลแม่เล่ย์) bestehend aus dem kompletten Tambon Mae Le.
- Wang San (Thai: องค์การบริหารส่วนตำบลวังซ่าน) bestehend aus dem kompletten Tambon Wang San.
- Khao Chon Kan (Thai: องค์การบริหารส่วนตำบลเขาชนกัน) bestehend aus dem kompletten Tambon Khao Chon Kan.